# Mirror Blue
Mirror Blue je osmé sólové studiové album anglického zpěváka a kytaristy Richarda Thompsona. Vydáno bylo v lednu roku 1994 společností Capitol Records. Stejně jako v případě předchozího alba, které vyšlo v roce 1991 pod názvem Rumor and Sigh, jej produkoval Mitchell Froom. Deska byla nahrána již v lednu roku 1993, vydání se však dočkala až o rok později. To bylo zčásti způsobeno tím změnou ve vedení společnosti Capitol Records.

## Seznam skladeb
Autorem všech skladeb je Richard Thompson.
1. For the Sake of Mary – 4:19
2. I Can’t Wake Up to Save my Life – 3:11
3. MGB-GT – 3:35
4. The Way That it Shows – 6:08
5. Easy There, Steady Now – 4:43
6. King of Bohemia – 3:42
7. Shane and Dixie – 4:05
8. Mingus Eyes – 4:47
9. I Ride in Your Slipstream – 4:06
10. Beeswing – 5:30
11. Fast Food – 2:44
12. Mascara Tears – 3:36
13. Taking My Business Elsewhere – 4:28

## Obsazení
- Richard Thompson – zpěv, kytara, mandolína
- Mitchell Froom – klávesy
- Jerry Scheff – baskytara, kontrabas
- Pete Thomas – bicí, perkuse
- Christine Collister – doprovodné vokály
- Michael Parker – doprovodné vokály
- John Kirkpatrick – akordeon, koncertina
- Danny Thompson – kontrabas v „Easy There, Steady Now“
- Alistair Anderson – koncertina, Northumbrijské dudy
- Tom McConville – housle
- Martin Dunn – flétna
- Philip Pickett – šalmaj